# Anisodes subrubrata
Anisodes subrubrata är en fjärilsart som beskrevs av W. Warren 1905. Anisodes subrubrata ingår i släktet Anisodes och familjen mätare. Inga underarter finns listade i Catalogue of Life.